# Vienna Blood – Vor der Dunkelheit
Vienna Blood – Vor der Dunkelheit (englischer Titel: Darkness Rising) ist ein britisch-österreichischer Fernsehfilm der Krimireihe Vienna Blood aus dem Jahr 2021 von Robert Dornhelm mit Matthew Beard als Arzt und Psychoanalytiker Max Liebermann und Juergen Maurer als Wiener Kriminalbeamten Oskar Rheinhardt. Das Drehbuch von Stephen Thompson basiert auf den Liebermann-Krimis von Frank Tallis. Die Erstausstrahlung auf ORF2 erfolgte am 1. November 2021 und im ZDF am 5. Dezember 2021. Auf Flimmit wurde die Folge anschließend an die ORF-Erstausstrahlung veröffentlicht.

## Handlung
In ihrem sechsten gemeinsamen Fall untersuchen der Wiener Kriminalbeamte Oskar Rheinhardt und der Arzt und Psychoanalytiker Max Liebermann den Mord an Bruder Stanislav, einem Mönch, der in seinem Kloster durch Steinigung zu Tode gekommen ist. Aufgefunden wird der Tote von dem Kämmerer Bruder Killian. Stanislav hatte extreme Ansichten über die Auslegung der Heiligen Schrift, damit hatte er sich Feinde gemacht. Eine Woche vor seinem Tod hatte er einen heftigen öffentlichen Streit mit dem Juden Isaak Korngold, dem Bruder von Jonas Korngold, Claras neuem Verlobten. Isaak Korngold hatte Stanislav dabei während eines Vortrags, bei dem auch Max und Amelia Lydgate anwesend waren, die Steinigung angedroht. Nun wird er wegen Mordverdachts festgenommen.
Clara bittet ihren Ex-Verlobten Max, bei Oskar wegen Isaak vorzusprechen. Aus Rheinhardts Sicht ist der Fall jedoch klar, Isaak hat ein Motiv und kein Alibi, er sieht daher zunächst keine Möglichkeit, Max und Isaak zu helfen. Weil Max Oskar bittet, den Fall nochmals genauer zu untersuchen, versucht dieser ins Kloster zu gelangen, um den Tatort zu inspizieren. Er wird jedoch vom Abt abgewiesen, der auch die Mönche zu Stillschweigen verpflichtet hat. Entgegen dieser Anweisung sucht Bruder Killian Rheinhardt auf und bietet seine Unterstützung bei der Aufklärung des Falles an. Er schleust Max als Bruder Maxwell aus Oxford, der auf Wallfahrt nach Assisi ist, ins Kloster ein, damit dieser dort verdeckt ermitteln kann. Max vermutet aufgrund fehlender Blutspuren, dass der Fundort in der Sakristei nicht der Tatort ist und findet Blutspuren im Klostergarten sowie einen Stein mit der Aufschrift Feind in hebräischer Schrift.
Währenddessen lösen mehr und mehr Kunden ihre Geschäftsbeziehung mit der Bank der Brüder Korngold auf. Jonas befürchtet die Angestellten entlassen zu müssen. Als er schließlich ein Kaufangebot für die Bank erhält, nimmt er es in seiner Not an. Der neue Besitzer übergibt Kommissar von Bülow ein Dokument auf Hebräisch, das er unter den privaten Unterlagen der Korngolds gefunden habe und das einen Fluch enthält. In der Kammer von Bruder Stanislav findet Max Bücher über die Heilige Lanze.
Rheinhardt steht vor der Frage, wie die Leiche des Sakristans Stanislav vom Klostergarten unbeobachtet in die Sakristei gelangen konnte. Auf der Suche nach Bauplänen für das Kloster wird er von Polizeiarchivarin Lindner ans Museum verwiesen. Dort erhält er von Amelia Lydgate den Hinweis, dass es in manchen Klostern eine Beobachtungskammer gibt, einen geheimen Raum zur Bewachung der Kirchenschätze. Als Rheinhardt Kommissar von Bülow von den verdeckten Ermittlungen durch Liebermann berichtet, äußert Bülow Bedenken wegen dessen möglicher Befangenheit als Jude. Liebermann entdeckt hinter der Sakristei einen Geheimgang, der zum Klostergarten führt und eine Blutspur aufweist. Anhand der Spur vermutet er, dass die Person, die Stanislav getötet hat, das Kloster nicht verlassen hat, der Mörder somit einer der Mitbrüder gewesen sein muss.
Kurz darauf wird mit Bruder David, dem Infirmar des Klosters, ein weiterer Toter im Kloster gefunden. David weist mehrere Stichverletzungen auf. Max vermutet, dass David Stanislavs Leiche vom Klostergarten in die Sakristei geschleift hat, weil er glaubte, dass diese besondere Kräfte hat. Da Isaak Korngold zum Zeitpunkt des Mordes an Bruder David im Gefängnis war, verdächtigt Kommissar von Bülow Liebermann, David getötet zu haben. In der Schatzkammer des Klosters findet Rheinhardt ein leeres Etui mit der Aufschrift Sanguis et Aqua, Blut und Wasser. Liebermann vermutet, dass sich darin die Heilige Lanze befunden hat, die nun verschwunden ist. Bruder Stanislav war von der Echtheit der Lanze überzeugt, weil er nach einer schweren Erkrankung durch den Kontakt mit der Lanze wie durch ein Wunder geheilt wurde. Laut Amelia Lydgate handelt es sich bei der Lanze aber um eine Fälschung.
Polizeiarchivarin Lindner vermutet, dass der Täter möglicherweise Isaak Korngold als Sündenbock benutzt hat; Rheinhardt vermutet als Täter aufgrund von dessen Kenntnissen eher einen Historiker. Im Naturhistorischen Museum fesselt Professor Priel, der von der Echtheit der Lanze überzeugt ist, Amelia Lydgate, um die Lanze in seinen Besitz zu bringen. Der Lanze wegen hatte Priel auch Bruder Stanislav niedergestoßen, der dabei mit dem Kopf auf einem Stein aufgeschlagen war. Liebermann gelingt es, Amelia zu befreien, es kommt zum Zweikampf zwischen Priel und Max. Dabei stürzt Priel von der Kuppel des Museums in den Tod.
In der Nacht, als Professor Priel gedacht hatte, Bruder Stanislav ermordet zu haben, hatte er sich an seinen Gönner Strobl, den neuen Eigentümer der Korngold-Bank, gewandt. Strobl hatte Priel in dem Glauben gelassen, Stanislav ermordet zu haben, obwohl er selbst die Tat vollendet hatte. Er hatte auch den hebräischen Fluch im Kloster in den Stein geritzt, um es so aussehen zu lassen, als ob Isaak Korngold versucht hätte, seine Drohung wahrzumachen. Auch der Zeuge des Mordes, Bruder David, wurde von Strobl ermordet. Strobl wird von der Polizei festgenommen, Isaak Korngold wird freigelassen.
Nach der Aufklärung des Mordes sucht Clara Max auf, um sich bei ihm zu bedanken. Dabei kommen sie sich noch einmal näher und es kommt zu einem Kuss. Amelia Lydgate, die Max zu einem Konzertbesuch abholen will, beobachtet dies von ihrer Droschke aus und weist den Fahrer an weiterzufahren. 

## Produktion und Hintergrund
Die Dreharbeiten zur zweiten Staffel, bestehend aus drei Folgen, fanden vom 1. September bis Anfang Dezember 2020 in Wien und Umgebung statt. Ursprünglich sollten diese im April 2020 beginnen. Aufgrund der COVID-19-Pandemie wurde der Beginn der Dreharbeiten auf Spätsommer 2020 verschoben. Zu den Drehorten der dritten Episode der Staffel zählten unter anderem die Kartause Mauerbach, die Franziskanerkirche, die Michaelerkirche und der Platz vor der Kirche Am Hof.
Unterstützt wurde die Produktion vom Filmfonds Wien, dem Fernsehfonds Austria und dem Land Niederösterreich, beteiligt waren der Österreichische Rundfunk und das ZDF.
Produziert wurde die Serie von der österreichischen MR Film und der britischen Endor Productions, an der die Red Arrow Studios beteiligt sind. Die Kamera führten Andreas Thalhammer, Xiaosu Han und André Mayerhofer, für das Kostümbild zeichnete Thomas Oláh verantwortlich, für das Szenenbild Bertram Reiter und für das Maskenbild Michaela Payer. Das Drehbuch schrieb der Engländer Stephen Thompson, der auch für drei Folgen der englischen Fernsehserie Sherlock die Drehbücher verfasst hat.
Gedreht wurde auf Englisch, die deutschsprachigen Schauspieler synchronisierten sich für die deutschsprachige Fassung selbst.
Quote
Der Film wurde bei Erstausstrahlung im ORF im November 2021 von durchschnittlich 824.000 Zusehern verfolgt, der Marktanteil betrug 27 Prozent.